# Segisaurus
Segisaurus é um gênero representado por uma única espécie de dinossauro terópodo coelophysidae que viveu no Jurássico inferior (há aproximadamente 200 e 190 milhões de anos), ele viveu na América do Norte.

## Descrição
O único fragmento do esqueleto que se conhece, consiste em partes dos membros, pélvis, e vértebras, não se encontrou o crânio. O Segisaurus parece ser parente do Coelophysis. É considerado como o primeiro terópode de todos.[carece de fontes?] Investigações posteriores dos restos da pélvis em 2005 revelaram que o Segisaurus provavelmente está mais relacionado com o procompsógnato.
Devido aos fósseis escassos desse dinossauro, não se sabe como é sua verdadeira aparência, mais é mais provável que seja um carnívoro, dotado de garras e veloz como o Coelophysis. Era um pequeno coelophysidae que media 1 metro de diâmetro,  30 centímetros de altura e pesava 5kg. Com uma estrutura similar à das aves. Ele possuía três garras e poderosas patas, muito largas se comparadas com o corpo.